# Hernán Darío Muñoz

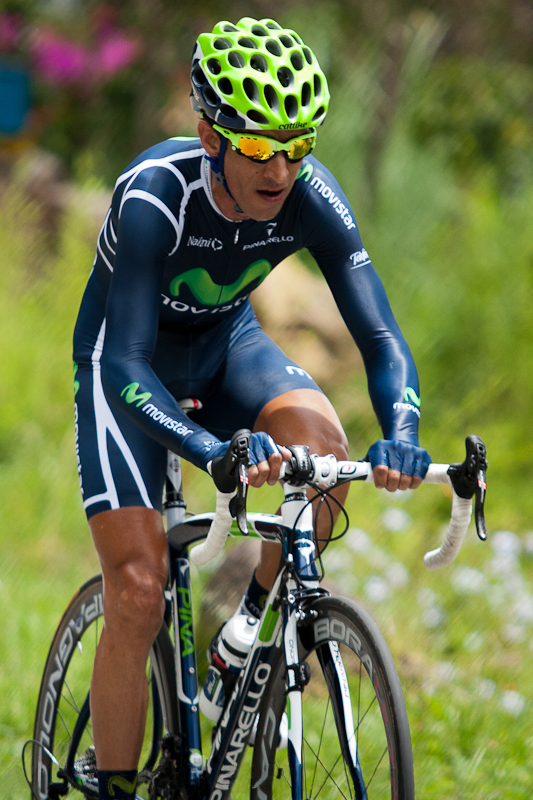
Hernán Darío Muñoz (2011)

Hernán Darío Muñoz Giraldo (* 5. Januar 1973 in Rionegro, Antioquia) ist ein ehemaliger kolumbianischer Radrennfahrer.
Hernán Darío Muñoz begann seine Karriere 1996 beim Radsportteam Gobernacion de Antioquia-Loteria de Medellin. Im Jahr 2000 wechselte er zu Colchon Relax-Fuenlabrada und zwei Jahre später ging er zu Colombia-Selle Italia. Hier gewann er 2002 eine Etappe bei der Tour de Langkawi und konnte so auch die Gesamtwertung für sich entscheiden. Im darauf folgenden Jahr sicherte er sich wieder einen Etappensieg in Langkawi, bevor er zu 05 Orbitel weiterzog. Nach Erfolgen bei kleineren Rennen in Amerika unterzeichnete Muñoz erst 2011 wieder einen Vertrag bei einer internationalen Mannschaft, dem Movistar Continental Team.

## Erfolge
1997
- zwei Etappen Vuelta al Táchira
- eine Etappe Vuelta a Colombia

1998
- eine Etappe Vuelta al Táchira
- Gesamtwertung und eine Etappe Vuelta a Costa Rica

1999
- Gesamtwertung Vuelta a Antioquia

2002
- Gesamtwertung und eine Etappe Tour de Langkawi
- eine Etappe Vuelta a Colombia

2003
- Gesamtwertung und zwei Etappen Vuelta al Táchira
- eine Etappe Tour de Langkawi

2007
- eine Etappe Tour of the Gila

2009
- eine Etappe Clásico RCN (Mannschaftszeitfahren)

## Teams
- 1996–1997 Gobernacion de Antioquia-Loteria de Medellin
- 1998 Orgullo Paisa/Gobernacion de Antioquia-Loteria de Medellin
- 1999 Empresas Públicas de Medellin
- 2000–2001 Colchon Relax-Fuenlabrada
- 2002–2003 Colombia-Selle Italia
- 2004–2005 05 Orbitel
- 2006 Canel’s Turbo-Mayordomo
- 2008 Indeportes Antioquia
- 2011 Movistar Continental Team